# Sowjetarmee-Pokal 1976/77
Der Sowjetarmee-Pokal 1976/77 war die 37. Austragung des Pokalwettbewerbs im Fußball in Bulgarien. Pokalsieger wurde Titelverteidiger Lewski-Spartak Sofia. Das Team setzte sich im Finale gegen Lokomotive Sofia durch. Da Lewski-Spartak durch den Meistertitel bereits für den Europapokal der Landesmeister qualifiziert war, nahm der unterlegene Finalist am Pokalsiegerwettbewerb teil.

## Modus
Alle Begegnungen wurden in einem Spiel ausgetragen. Bei unentschiedenem Ausgang gab es eine Verlängerung von zweimal 15 Minuten und gegebenenfalls ein Elfmeterschießen.

## Teilnehmer
| A Grupa (16) | B Grupa (40) | B Grupa (40) | W Grupa (8) |
| --- | --- | --- | --- |
| - Akademik Sofia - SFD Akademik Swischtow - DFS Beroe Stara Sagora - FC Botew Wraza - FC Dunaw Russe - Lewski-Spartak Sofia - DFS Lokomotive Plowdiw - Lokomotive Sofia - DFS Marek Stanke Dimitrow - Minjor Pernik - DFS Pirin Blagoewgrad - ZSK Slawia Sofia - DFS Sliwen - ZSK Spartak Warna - AFD Trakia Plowdiw - ZSKA Septemwrijsko sname Sofia | 000Gruppe Nord - FC Bdin Widin - Benkowski Isperich - DFS Christo Karpatschew Lowetsch - Dimitar Watew Beloslaw - Dobrudscha Tolbuchin - Dorostel Silistra - Etar Weliko Tarnowo - Jantra Gabrowo - FK Gigant Belene - OFK Kom Berkowiza - Lok Gorna Orjachowiza - Ludogorez Rasgrad - ZSK Metalurg Mesdra - Septemwrijska Slawa Michailowgrad - DFS Spartak Plewen - Panajot Wolow Schumen - Swetkawiza Targowischte - Tschawdar Trojan - Tscherno More Warna - Tscherweno sname Pawlikeni | 000Gruppe Süd - Arda Kardschali - Assenowez Assenowgrad - FC Balkan Botewgrad - Belasiza Petritsch - FK Botew Ichtiman - DFS Chaskowo - FC Dimitrowgrad - Jaworow Tschirpan - Mariza Plowdiw - Nikolaj Laskow Jambol - Rodopa Smoljan - Rosowa Dolina Kasanlak - Sagorez Nowa Sagora - FK Sliwnischki Geroj Sliwniza - Torpedo Karlowo - Trakia Nowi Kritschim - FC Tschernomorez Burgas - Tschernomorez Nessebar - FK Tschepinez Welingrad - Welbaschd Kjustendil | - Boris Spirow Weliki Preslaw - Iskra Pasardschik - Koljo Sandew Weselinowo - Lentscho Jakomowo - Minjor Bobow Dol - Panajot Chitow Tutrakan - Orlin Pirdop - Tschernomorez Baltschik |

## 1. Runde
| Datum      |                                | Ergebnis              |                                   |
| ---------- | ------------------------------ | --------------------- | --------------------------------- |
| 15.12.1976 | Iskra Pasardschik              | 0:3                   | Rodopa Smoljan                    |
| 15.12.1976 | Sagorez Nowa Sagora            | 0:5                   | Lewski-Spartak Sofia              |
| 15.12.1976 | Swetkawiza Targowischte        | 3:2 n. V.             | FK Tschepinez Welingrad           |
| 15.12.1976 | DFS Chaskowo                   | 0:3                   | DFS Lokomotive Plowdiw            |
| 15.12.1976 | DFS Pirin Blagoewgrad          | 7:2                   | Tschernomorez Baltschik           |
| 15.12.1976 | ZSKA Septemwrijsko sname Sofia | 4:0                   | Panajot Wolow Schumen             |
| 15.12.1976 | FC Dimitrowgrad                | 6:1                   | Trakia Nowi Kritschim             |
| 15.12.1976 | Tschernomorez Nessebar         | 0:4                   | DFS Beroe Stara Sagora            |
| 15.12.1976 | ZSK Metalurg Mesdra            | 5:3                   | Rosowa Dolina Kasanlak            |
| 15.12.1976 | Lentscho Jakomowo              | 1:3                   | Akademik Sofia                    |
| 15.12.1976 | Jaworow Tschirpan              | 3:1                   | DFS Christo Karpatschew Lowetsch  |
| 15.12.1976 | ZSK Spartak Warna              | 4:0                   | Koljo Sandew Weselinowo           |
| 15.12.1976 | Dimitar Watew Beloslaw         | 3:0                   | Jantra Gabrowo                    |
| 15.12.1976 | DFS Sliwen                     | 3:1                   | Tscherno More Warna               |
| 15.12.1976 | Torpedo Karlowo                | 1:3                   | Minjor Bobow Dol                  |
| 15.12.1976 | FK Gigant Belene               | 2:4 n. V.             | SFD Akademik Swischtow            |
| 15.12.1976 | FK Botew Ichtiman              | 3:0                   | FC Tschernomorez Burgas           |
| 15.12.1976 | Dorostel Silistra              | 2:0                   | Boris Spirow Weliki Preslaw       |
| 15.12.1976 | FC Dunaw Russe                 | 4:1                   | Assenowez Assenowgrad             |
| 15.12.1976 | FK Sliwnischki Geroj Sliwniza  | 2:0                   | FC Botew Wraza                    |
| 15.12.1976 | Arda Kardschali                | 0:3                   | Dobrudscha Tolbuchin              |
| 15.12.1976 | AFD Trakia Plowdiw             | 2:1                   | Panajot Chitow Tutrakan           |
| 15.12.1976 | DFS Spartak Plewen             | 6:0                   | OFK Kom Berkowiza                 |
| 15.12.1976 | Lokomotive Sofia               | 2:0                   | Tschawdar Trojan                  |
| 15.12.1976 | FC Balkan Botewgrad            | 6:0                   | Septemwrijska Slawa Michailowgrad |
| 15.12.1976 | Belasiza Petritsch             | 3:1                   | DFS Marek Stanke Dimitrow         |
| 15.12.1976 | Orlin Pirdop                   | 1:1 n. V. (5:3 i. E.) | Tscherweno sname Pawlikeni        |
| 15.12.1976 | Etar Weliko Tarnowo            | 2:3                   | ZSK Slawia Sofia                  |
| 15.12.1976 | Nikolaj Laskow Jambol          | 4:2                   | Lok Gorna Orjachowiza             |
| 15.12.1976 | Benkowski Isperich             | 3:0                   | Mariza Plowdiw                    |
| 15.12.1976 | Welbaschd Kjustendil           | 3:1                   | FC Bdin Widin                     |
| 15.12.1976 | Ludogorez Rasgrad              | 1:1 n. V. (5:3 i. E.) | Minjor Pernik                     |

## 2. Runde
| Datum      |                                | Ergebnis  |                        |
| ---------- | ------------------------------ | --------- | ---------------------- |
| 18.12.1976 | Rodopa Smoljan                 | 0:2       | Lewski-Spartak Sofia   |
| 18.12.1976 | Swetkawiza Targowischte        | 1:3 n. V. | DFS Lokomotive Plowdiw |
| 18.12.1976 | DFS Pirin Blagoewgrad          | 2:0       | FC Dimitrowgrad        |
| 18.12.1976 | ZSKA Septemwrijsko sname Sofia | 4:2       | Welbaschd Kjustendil   |
| 18.12.1976 | DFS Beroe Stara Sagora         | 6:1       | ZSK Metalurg Mesdra    |
| 18.12.1976 | Akademik Sofia                 | 2:0       | Jaworow Tschirpan      |
| 18.12.1976 | Dimitar Watew Beloslaw         | 1:2       | ZSK Spartak Warna      |
| 18.12.1976 | DFS Sliwen                     | 4:2       | Minjor Bobow Dol       |
| 18.12.1976 | SFD Akademik Swischtow         | 3:2       | FK Botew Ichtiman      |
| 18.12.1976 | Dorostel Silistra              | 1:4       | FC Dunaw Russe         |
| 18.12.1976 | FK Sliwnischki Geroj Sliwniza  | 2:0       | Dobrudscha Tolbuchin   |
| 18.12.1976 | DFS Spartak Plewen             | 4:1 n. V. | AFD Trakia Plowdiw     |
| 18.12.1976 | Lokomotive Sofia               | 3:1       | FC Balkan Botewgrad    |
| 18.12.1976 | Belasiza Petritsch             | 4:3       | Orlin Pirdop           |
| 18.12.1976 | Nikolaj Laskow Jambol          | 3:0       | Ludogorez Rasgrad      |
| 18.12.1976 | ZSK Slawia Sofia               | 5:0       | Benkowski Isperich     |

## Achtelfinale
| Datum      |                        | Ergebnis              |                                |
| ---------- | ---------------------- | --------------------- | ------------------------------ |
| 12.04.1977 | Lewski-Spartak Sofia   | 4:1                   | DFS Lokomotive Plowdiw         |
| 12.04.1977 | DFS Beroe Stara Sagora | 1:0                   | Akademik Sofia                 |
| 12.04.1977 | DFS Pirin Blagoewgrad  | 3:2                   | ZSKA Septemwrijsko sname Sofia |
| 12.04.1977 | Lokomotive Sofia       | 2:0                   | Belasiza Petritsch             |
| 12.04.1977 | FC Dunaw Russe         | 3:0                   | SFD Akademik Swischtow         |
| 12.04.1977 | DFS Spartak Plewen     | 1:0                   | FK Sliwnischki Geroj Sliwniza  |
| 12.04.1977 | ZSK Slawia Sofia       | 1:0                   | Nikolaj Laskow Jambol          |
| 12.04.1977 | DFS Sliwen             | 1:1 n. V. (4:1 i. E.) | ZSK Spartak Warna              |

## Viertelfinale
| Datum      |                        | Ergebnis              |                       |
| ---------- | ---------------------- | --------------------- | --------------------- |
| 27.04.1977 | Lokomotive Sofia       | 0:0 n. V. (3:0 i. E.) | ZSK Slawia Sofia      |
| 27.04.1977 | Lewski-Spartak Sofia   | 3:1                   | DFS Pirin Blagoewgrad |
| 27.04.1977 | DFS Beroe Stara Sagora | 1:0                   | DFS Sliwen            |
| 27.04.1977 | FC Dunaw Russe         | 0:0 n. V. (4:3 i. E.) | DFS Spartak Plewen    |

## Halbfinale
| Datum      |                      | Ergebnis              |                        |
| ---------- | -------------------- | --------------------- | ---------------------- |
| 04.05.1977 | Lewski-Spartak Sofia | 3:0                   | DFS Beroe Stara Sagora |
| 04.05.1977 | Lokomotive Sofia     | 1:1 n. V. (4:2 i. E.) | FC Dunaw Russe         |

## Finale
| Paarung              | Lewski-Spartak Sofia – Lokomotive Sofia |
| Ergebnis             | 2:1 (1:0) |
| Datum                | 12. Juni 1977 |
| Stadion              | Wassil-Lewski-Stadion, Sofia |
| Zuschauer            | 45.000 |
| Schiedsrichter       | Atanas Matejew |
| Tore                 | 1:0 Wojn Wojnow (15.) 2:0 Jordan Jordanow (51.) 2:1 Radoslaw Sdrawkow (76.) |
| Lewski-Spartak Sofia | Stefan Stajkow – Nikolaj Grantscharow, Iwan Tischanski, Kiril Iwkow – Stefan Pawlow, Todor Barsow, Wojn Wojnow, Krassimir Borissow – Jordan Jordanow, Kiril Milanow (84. Georgi Zwetkow), Pawel Panow Cheftrainer: Wassil Spassow       |
| Lokomotive Sofia     | Rumjantscho Goranow – Wasko Nedeltschew, Borislaw Dimitrow, Georgi Bonew, Jordan Stojkow – Wenzislaw Arsow, Radoslaw Sdrawkow, Angel Kolew – Bojtscho Welitschkow, Atanas Michajlow, Ljuben Trajkow Cheftrainer: Apostol Tschatschewski |